# Unegbu
Unegbu az ókori Egyiptom protodinasztikus korának királya volt, aki a Nílus deltavidékén uralkodott a 0. dinasztiával egy időben. Neve a palermói kő királylistáján és néhány alsó-egyiptomi feliraton  szerepel. Uralkodásával összefüggő tárgyi lelet eddig nem került elő. Neve többféleképp olvasható, az w3ḏ.3ḏ olvasat jelentése Ludwig David Morenz szerint „a kizöldítő ép (sértetlen)”, a wng.3ḏ „Weneg ép” a wng.bw „Weneg hozta ide”.
A datálást és a palermói kő megbízhatóságát megkérdőjelezi, hogy a II. dinasztiabeli Peribszen uralkodása alatt ismert egy Uneg nevű alsó-egyiptomi szakadár. Ha a kettő azonos, akkor a palermói kő biztosan nem sorrendben sorolja fel ezeket az uralkodókat.

## Fordítás
- Ez a szócikk részben vagy egészben  a   Wenegbu című német Wikipédia-szócikk ezen változatának fordításán alapul.  Az eredeti cikk szerkesztőit annak laptörténete sorolja fel. Ez a jelzés csupán a megfogalmazás eredetét és a szerzői jogokat jelzi, nem szolgál a cikkben szereplő információk forrásmegjelöléseként.
- Ez a szócikk részben vagy egészben  a   Wazner című angol Wikipédia-szócikk ezen változatának fordításán alapul.  Az eredeti cikk szerkesztőit annak laptörténete sorolja fel. Ez a jelzés csupán a megfogalmazás eredetét és a szerzői jogokat jelzi, nem szolgál a cikkben szereplő információk forrásmegjelöléseként.